# Palaeospongilla
Palaeospongilla is een uitgestorven geslacht van sponsdieren uit de klasse van de Demospongiae (gewone sponzen).

## Soort
- Palaeospongilla chubutensis Ott & Volkheimer, 1972 †